# Мост на Ибру
Мост на Ибру, познат и као Нови мост или Митровачки мост, је челични мост у Косовској Митровици који премошћује реку Ибар на северу Косова и Метохије.
Мост је постао симбол поделе Косовске Митровице, тиме што одваја Албанце на југу и Србе на северу града. То је дефакто граница између северног дела у ком доминирају Срби и јужног дела града у ком тренутно доминирају Албанци.
Мост је обновила Француска, радове реконструкције од 2000. до 2001. извела је француско-британска фирма "Freyssinet", са подједнаким бројем запослених радника српске и албанске националности, њих 61, који су примали месечну плату од по 1000 тадашњих Немачких марака, укупна вредност реконструкције моста износила је три милиона немачких марака.
Овај мост је један од три преко Ибра у Косовској Митровици. Друга два, један код железничке станице те други напуштени железнички мост, ретко се користе. Нови мост је главни прелаз између две стране града.